# Annapurna Circuit

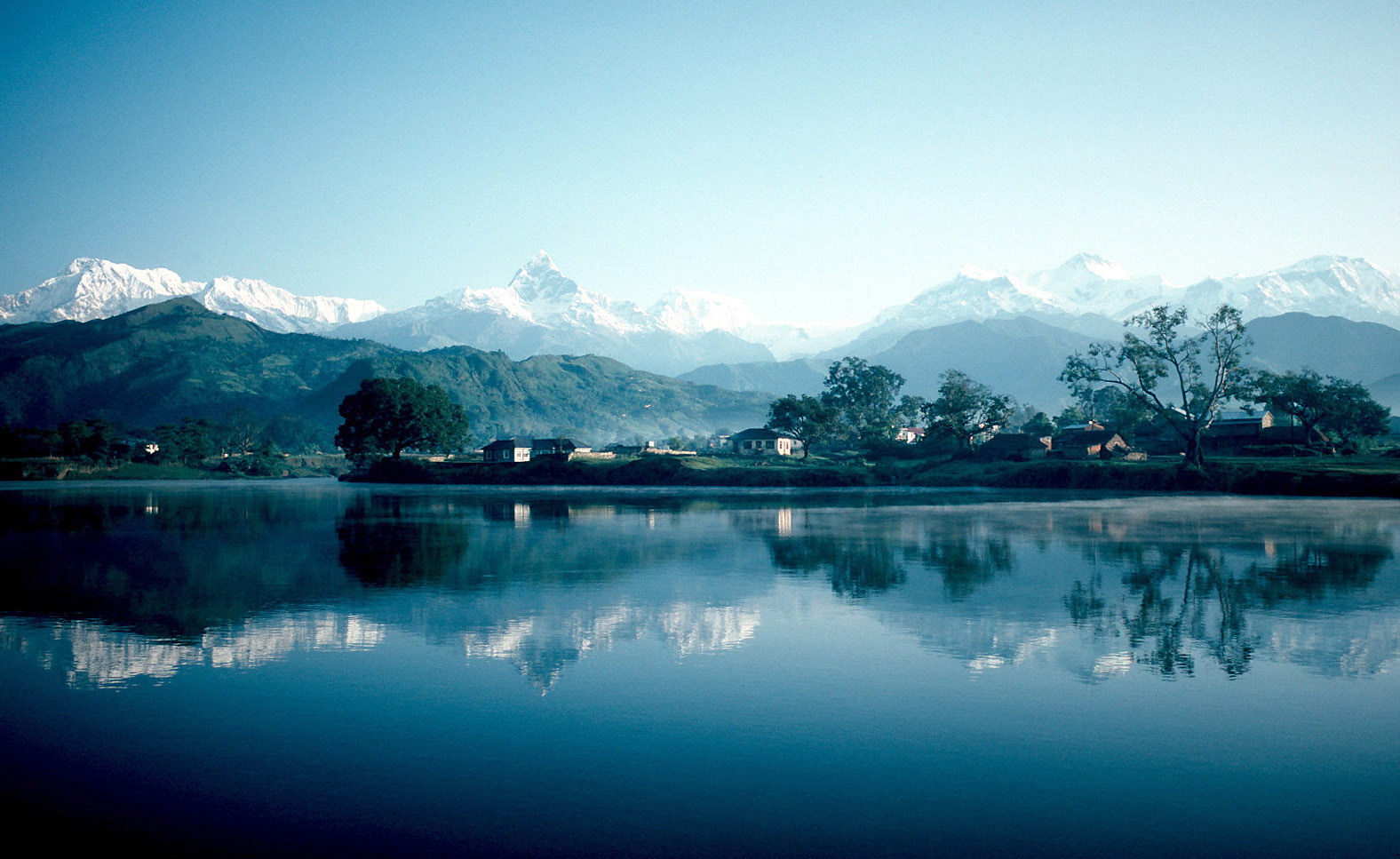
Alle Annapurnagipfel gesehen von Pokhara aus: v. l. n. r. Annapurna Süd, Annapurna I mit dem ebenfalls schneebedeckten Hiunchuli davor, Machapucharé (steile Spitze links der Bildmitte), Annapurna III (Bildmitte, im Hintergrund), Annapurna IV, Annapurna II und Lamjung Himal

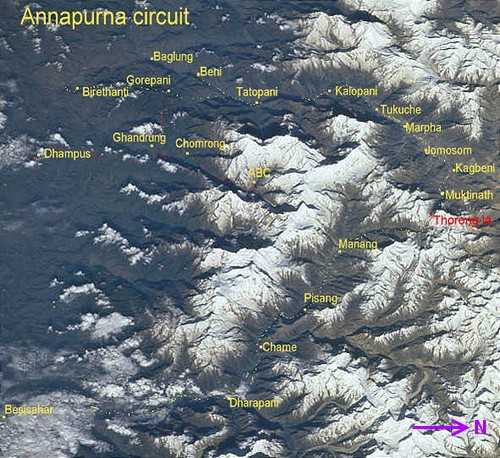
Verlauf der Route

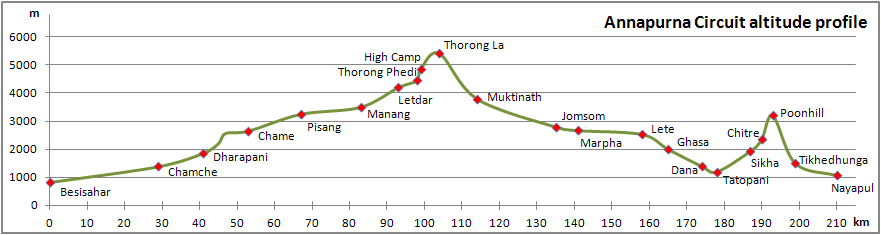
Höhenprofil der Wanderroute

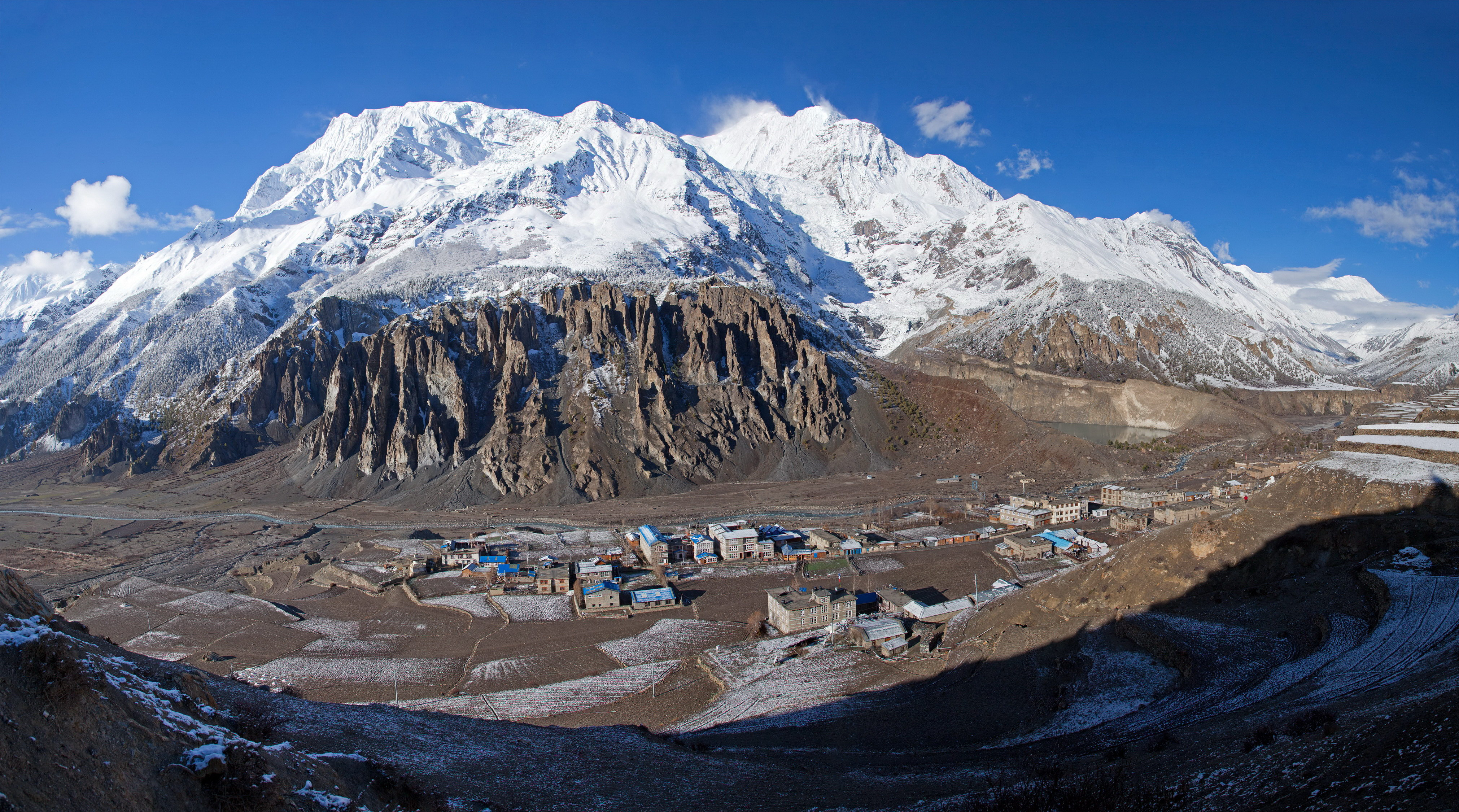
Blick über Manang nach Süden auf das Annapurna-Massiv

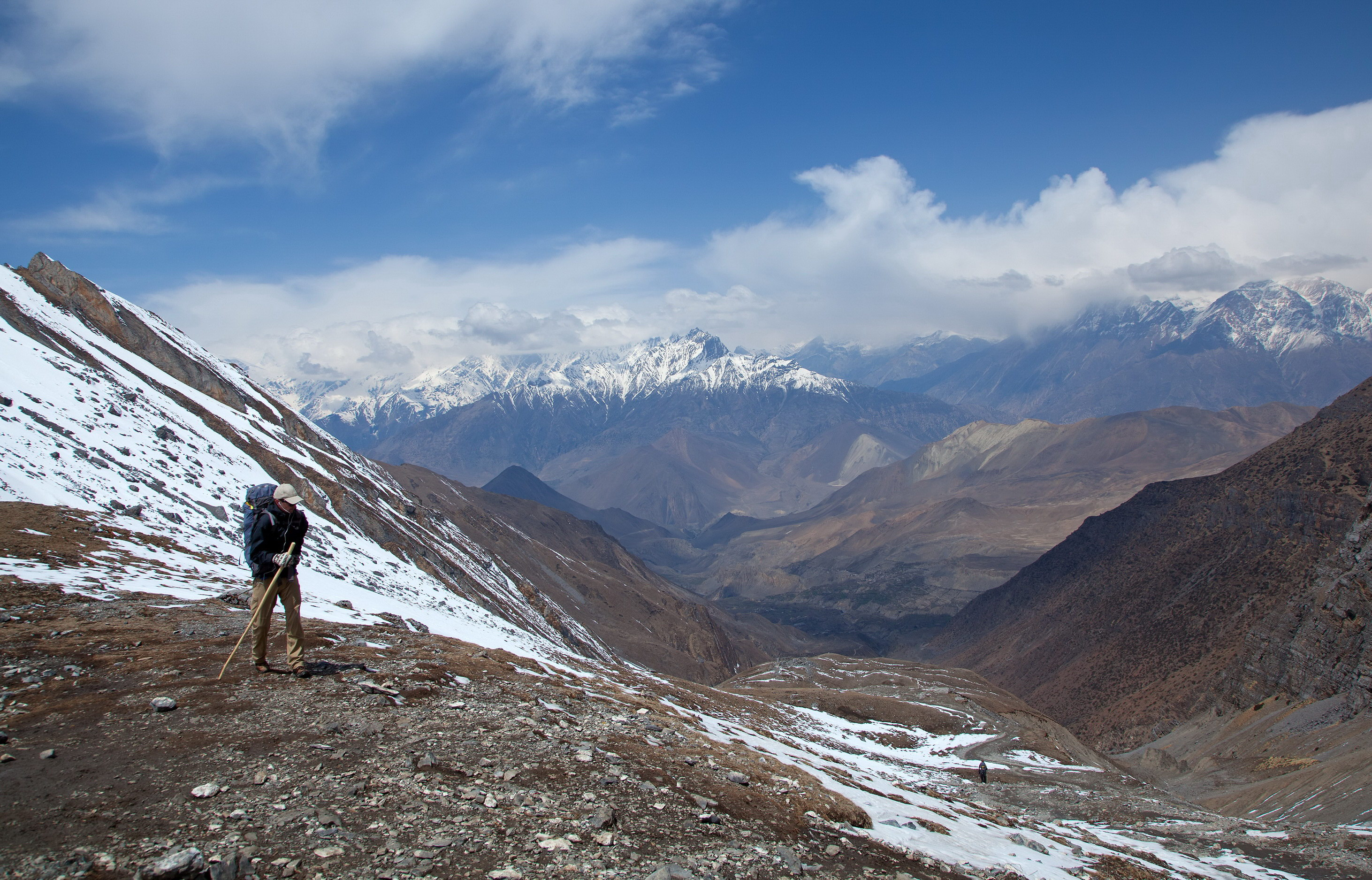
Abstieg vom Thorong La, 5416 m, nach Nordwesten

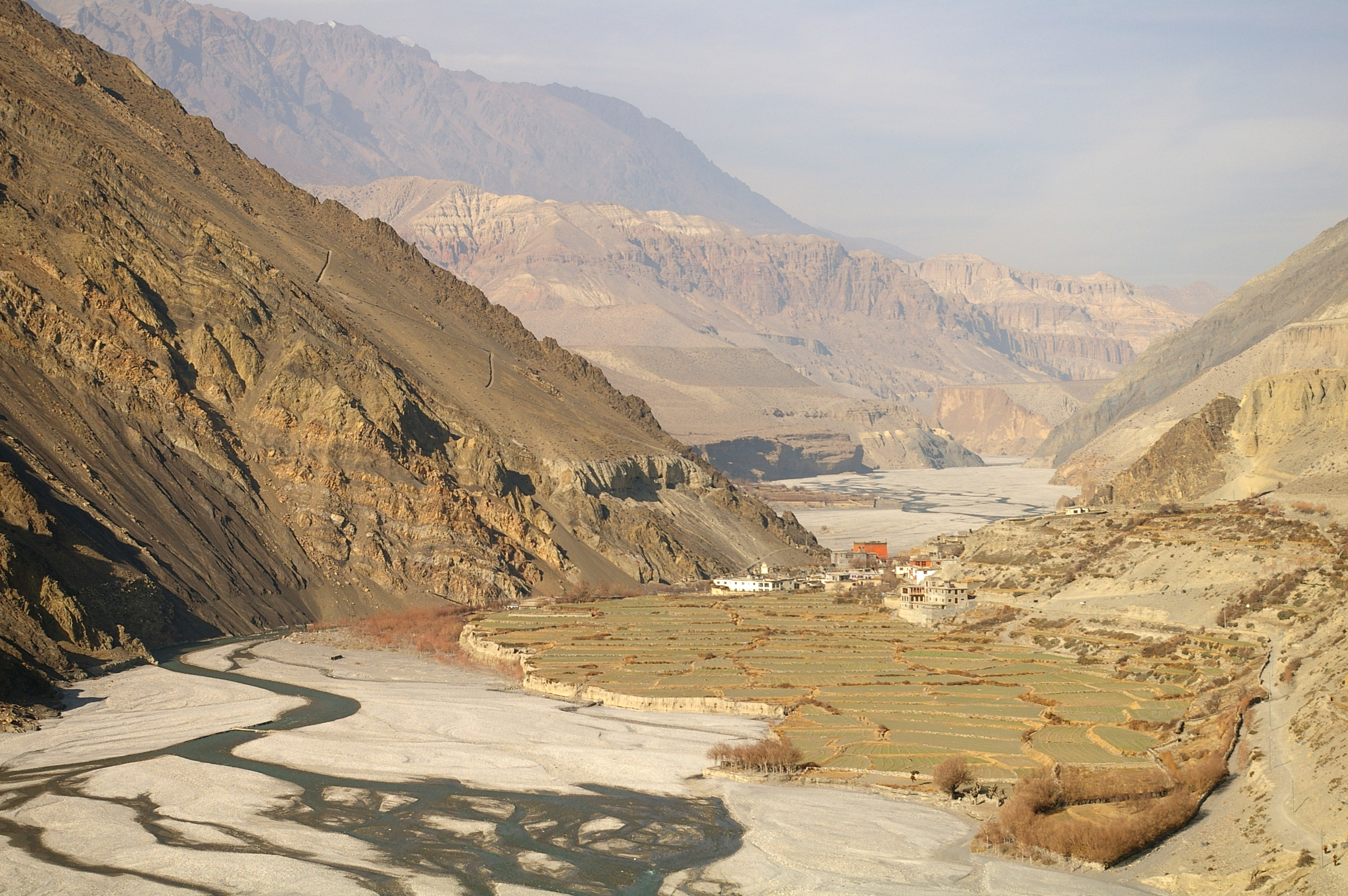
Die Flussoase Kagbeni am oberen Kali Gandaki

Der Annapurna Circuit ist eine Trekkingroute (Fernwanderweg) um die Annapurna-Gebirgskette im nepalesischen Himalaya.

## Verlauf
Die komplette Runde kann von durchschnittlich akklimatisierten und konditionell vorbereiteten Trekkern in 18 bis 21 Tagen begangen werden und gilt als eine der schönsten und abwechslungsreichsten der Welt. Der größte Teil der Strecke führt durch das Gebiet des Annapurna Conservation Area Project (ACAP), dem ersten und größten Landschaftsschutzgebiet Nepals.
Die meisten Trekker starten von Besisahar (780 m). Es geht über die Orte Khudi (820 m), Tal (1620 m), Pisang (3180 m) und Manang (3530 m) auf den Pass Thorong La (5416 m). Über den heiligen Pilgerort Muktinath (3790 m), den Distrikthauptort Jomsom (2770 m) und Marpha (2680 m) kommt man schließlich nach Tatopani (1160 m), welches für seine heißen Quellen berühmt ist. Ein letzter Aufstieg über den Ghorepani Deorali („Pferdetränkenpass“) auf 2874 m führt zum 1070 m hoch gelegenen Endpunkt, dem Ort Birethanti, von wo aus Taxis oder Busse nach Pokhara fahren.
Der Trek führt die meiste Zeit – mit Ausnahme der direkten Umgebung des Thorong La – durch landwirtschaftlich genutztes, besiedeltes Land. Einkehr- und Schlafmöglichkeiten sind überall in reichem Maße vorhanden, so dass der Trek logistisch kein Problem darstellt. Trotzdem kann er auch mit sogenannten Porter Guides gegangen werden, die nicht nur einen Teil des Gepäcks tragen, sondern auch kulturelle Vermittler sind.
Seit 2008 führt eine für Geländewagen und Motorräder befahrbare Piste von Pokhara über Tatopani und Marpha bis Jomsom und weiter bis Ranipauwa und Muktinath. Mittels Bus und Jeeptaxi können so Teile des Treks abgekürzt werden.
Auch auf der anderen Seite des Thorong La ist seit mehreren Jahren eine Straße von Besi Sahar bis Manang im Bau, jedoch sind bisher nur kurze Teilstücke, teils durch Erdrutsche unterbrochen, gebaut worden und die endgültige Fertigstellung ungewiss. Im April 2015 wurde die befahrbare Piste bis Manang fertiggestellt und eröffnet.

## Variationen der klassischen Route
Der Circuit ist, wie sein Name schon sagt, ein Rundweg. Der Pfad schlängelt sich meistenteils durch Täler, mit einer Passüberquerung am Thorong La. Trotzdem ist es möglich, die Route auch ohne großen logistischen Aufwand zu variieren.

### Abstecher zum Tilicho Lake
Die wohl bekannteste Variation ist ein Abstecher zum Tilicho Lake, der als einer der höchstgelegenen Seen der Erde gilt (4920 m). Um den See zu erreichen, verlässt man den Circuit in Manang. Nach Durchqueren des Ortes Khangshar (3734 m) folgt man dem Pfad (Upper Route oder Lower Route) durch das Khanshar-Tal bis zur Tilicho Base Camp Lodge (ca. 4000 m). Die Upper Route erfordert viele zusätzliche Höhenmeter, eignet sich dadurch jedoch gut zur Akklimatisation, weil man auf 4700 Meter aufsteigt um danach wieder 700 Meter abzusteigen. Die Lower Route führt bei gleich bleibender Höhe lange Zeit durch sehr steile und abrutschende Geröllfelder und birgt ein höheres Steinschlagrisiko. Übernachtung ist in der Tilicho Base Camp Lodge möglich. Die Hütte ist im Frühjahr und im Herbst durchgehend bewirtschaftet, aber unbeheizt. Von der Tilicho Base Camp Lodge sind es ca. 3 Stunden Aufstieg zum See.

### Annapurna Circuit mit dem Mountainbike
Bis auf wenige Ausnahmen ist es möglich, den Annapurna Circuit in ca. 14 Tagesetappen mit dem Mountainbike zu befahren. Die Bodenbeschaffenheit wechselt dabei zwischen Asphalt- und Schotterstraßen, bis hin zu Singletrails.

## Klima
Wenn man von der Einteilung in Klimazonen ausgeht, so durchquert man auf diesem Trek außer den Tropen alle physischen Klimazonen der Welt.

## Reisezeiten
Die beliebtesten Reisezeiten sind Frühling und Herbst. Im Frühling (April, Mai) ist es zwar angenehm warm, in den Tallagen sogar heiß, aber der Staub der indischen Ebene kommt mit dem Südwind in den Himalaya und die Bergblicke am Morgen können etwas eingetrübt sein. Der Herbst, hier insbesondere Oktober und November, ist in Durchschnittsjahren aufgrund angenehmer Temperaturen und klarer Bergsicht die beste Reisezeit. Im Sommer ist es sehr feucht, es herrscht Monsun, und Blutegel können ein Problem darstellen, jedoch ist der Trek trotzdem meist machbar. Im Hochwinter ist der Thorong La sehr gefährlich und oft nur unter großen Schwierigkeiten zu überqueren.

## Akklimatisation
Für die exponierte Höhenlage des Weges im Teil zwischen Manang und Muktinath, also an den vier oder fünf Tagen des Trekkings über 3500 m, ist eine Akklimatisation unbedingt nötig, um nicht von der Höhenkrankheit betroffen zu werden. Am Thorong La kommt es jährlich zu mehreren Todesfällen aufgrund schlecht oder gar nicht vollzogener Akklimatisation.
Eine gute Akklimatisation kann eher von der Manangseite aus gewährleistet werden, weil auf dieser Seite die Anzahl der Etappen bis zum Pass größer ist und der Höhenunterschied der einzelnen Etappen geringer ist. Vor allem in der Gegend direkt um Manang herum gibt es außerdem eine Vielzahl an Tagesrouten, die hervorragend geeignet sind, um sich an die Höhe zu gewöhnen. Deshalb wird der Pass öfter von Osten als von Westen kommend überquert. Viele Trekker umrunden das Annapurna-Massiv also gegen den Uhrzeigersinn.

## Unglück am 14. Oktober 2014
Ein Ausläufer des tropischen Zyklons Hudhud verursachte am 14. Oktober 2014 einen unvorhergesehenen, außergewöhnlichen Wintereinbruch und einen Blizzard, vor allem an der Westseite des Thorong La. Mehr als 300 Menschen wurden unter Einsatz von Hubschraubern von einheimischen Sicherheitskräften gerettet, die Zahl der Toten wurde mit 43, die Zahl der Verletzten mit 175 angegeben. Am 19. Oktober wurden noch 45 Menschen vermisst.